# Alkanna frigida
Alkanna frigida är en strävbladig växtart som beskrevs av Pierre Edmond Boissier. Alkanna frigida ingår i släktet Alkanna och familjen strävbladiga växter. Inga underarter finns listade i Catalogue of Life.